# Хант, Ноэл
Но́эл Хант (англ. Noel Hunt; род. 26 декабря 1982, Уотерфорд, Манстер) — ирландский футболист, нападающий; тренер.

## Карьера

### Шемрок Роверс
Хант играл за молодёжную команду «Уотерфорда», когда в 2001 году в возрасте 18 лет он подписал контракт с клубом Ирландской лиги «Шемрок Роверс». Его дебют в клубе состоялся 29 октября 2001 в матче с «Шелбурном», завершившимся победой «Шемрока» 3:2. В январе 2002 года в матче за Кубок ирландской лиги по футболу Хант забил свой первый гол н профессиональном уровне.

### Уотерфорд Юнайтед
Следующий сезон игрок провёл в своём родном клубе «Уотерфорд Юнайтед» на правах аренды. Там он провёл девять матчей, забив 5 мячей, причём первый гол Ноэл забил в своей дебютной игре за клуб. Однако позже, из-за неправильной регистрации Ноэля Ханта на участие в этом матче, клуб был оштрафован на 3 очка.

### Возвращение в «Шемрок Роверс»
Сезон 2002/03 был последним зимним сезоном, состоявшим из 27 матчей. Тогда в команду пришёл новый главный тренер Лиам Бакли. При нём Ноэл Хант стал регулярным игроком основы, благодаря чему стал лучшим бомбардиром команды с одиннадцатью забитыми мячами в лиге и двумя в кубке. Во многом благодаря его игре «Роверс» смогли дойти до финала Кубка ирландской лиги и занять третье место в чемпионате.
Также в это время состоялся его дебют на европейской арене. Игрок принял участие в двух матчах Лиги Европы. 24 января в своём последнем матче за Шемрок Роверс Хант помог своему клубу победить «Лонгфорд Таун» и обеспечить участие команды в Кубке Интертото в следующем году. По окончании сезона 2002/03 получил награду как лучший футболист «Шемрока».

### Данфермлин Атлетик
27 января 2003 года перешёл в клуб шотландской премьер-лиги «Данфермлин Атлетик» за 100,000 фунтов. Его работоспособность и передвижение по полю снискала одобрение со стороны болельщиков и персонала клуба: Хант даже был признан лучшим молодым игроком сезона 2003/04. Но его пребывание в клубе было завершено по причине частых рецидивов травмы колена.

### Данди Юнайтед
В июне 2006 года Ноэл Хант был продан в «Данди Юнайтед» за £50,000. Первый гол забил 5 августа в ворота «Рейнджерс» уже во втором матче за клуб. 14 сентября забил «Селтику», в ноябре — «Килмарноку». Также посылал мяч в сетку ворот «Сент-Миррена», «Инвернесс Каледониан Тисл», «Мотеруэлла», пока в матче с «Мотеруэллом» не получил травму. После этого Хант не мог забить вплоть до марта 2007 года (почти 3 месяца). Всего в дебютном сезоне за шотландский клуб на его счету 31 матч и 10 голов во всех турнирах. В следующем сезоне 2007/08 Хант продолжил методично забивать, отличившись за «Данди Юнайтед» 18 раз, чем привлёк к себе внимание других клубов.

### Рединг
23 июля 2008 года Ноэл Хант перешёл в «Рединг» за 600,000 фунтов. В клубе Хант получил 11 номер, ранее принадлежавший Джону Остеру. Первый гол забил 29 июля во время предсезонного турне по Швеции. В дебютном сезоне за лондонский клуб сыграл во всех турнирах 39 матчей, забил 13 мячей. На протяжении следующих трёх сезонов продолжал играть в основе, проводя по 30—40 матчей за сезон и методично забивать в каждом из них по десятку мячей. В феврале 2011 года отказался переходить в «Селтик», хотя трансферная сумма за его переход была уже согласована, а спустя пару дней подписал новый двухлетний контракт с клубом.
В сезоне 2011/12 помог клубу под руководством Брайана МакДермотта выиграть Чемпионшип, сыграв в 41 матче и забив 8 мячей за «Рединг». В АПЛ поучаствовал в 24 матчах, однако сумел забить всего 2 мяча. Это объясняется тем, что с приходом в команду форвардов Павла Погребняка и Ника Блекмэна Хант потерял место в основном составе и его игровое время было резко ограничено. После вылета «Рединга» из Премьер-Лиги покинул клуб по истечении срока своего контракта.

### Лидс
3 июля 2013 года Ноэл Хант подписал двухлетний контракт с «Лидс Юнайтед», воссоединившись таким образом с бывшим главным тренером «Рединга» Брайаном МакДермоттом. Ирландец выбрал себе 10-й номер, который оставался вакантным после ухода нападающего Лучано Беккио в «Норвич Сити». 3 августа 2013 года, выйдя в матче 1 тура Чемпионшипа против «Брайтона» в основном составе, Хант дебютировал за новый клуб.

## Международная карьера
За молодёжную сборную Ирландии Ноэл Хант дебютировал в феврале 2003 года, выйдя на замену в матче с Шотландией. Всего на этом уровне он сыграл четыре матча и однажды забил. 8 ноября 2008 года он был вызван во вторую сборную Ирландии, а за основную команду дебютировал в ноябре 2008 в матче с Польшей. После травм Робби Кина и Эйдена Макгиди он вышел на поле на 60 минуте. Второй матч Ханта за сборную состоялся на квалификации к чемпионату мира 2010. Тогда Хант заменил своего партнёра по Редингу Кевина Дойла.

## Достижения
Командные достижения
 Рединг
- Победитель Чемпионата футбольной лиги Англии : 2011/12.

Личные достижения
- Игрок сезона 2002/03 в составе «Шемрок Роверс».